# 阿卑多斯戰役
阿卑多斯戰役（Battle of Abydos），發生在公元前411年，是伯羅奔尼撒戰爭過程中的一次海戰，此戰由雅典獲得勝利。此戰雅典人俘獲了30艘斯巴達戰艦，並奪回了在先前自己在賽諾西馬戰役中俘虜的15艘戰艦。